# Bãi Sau

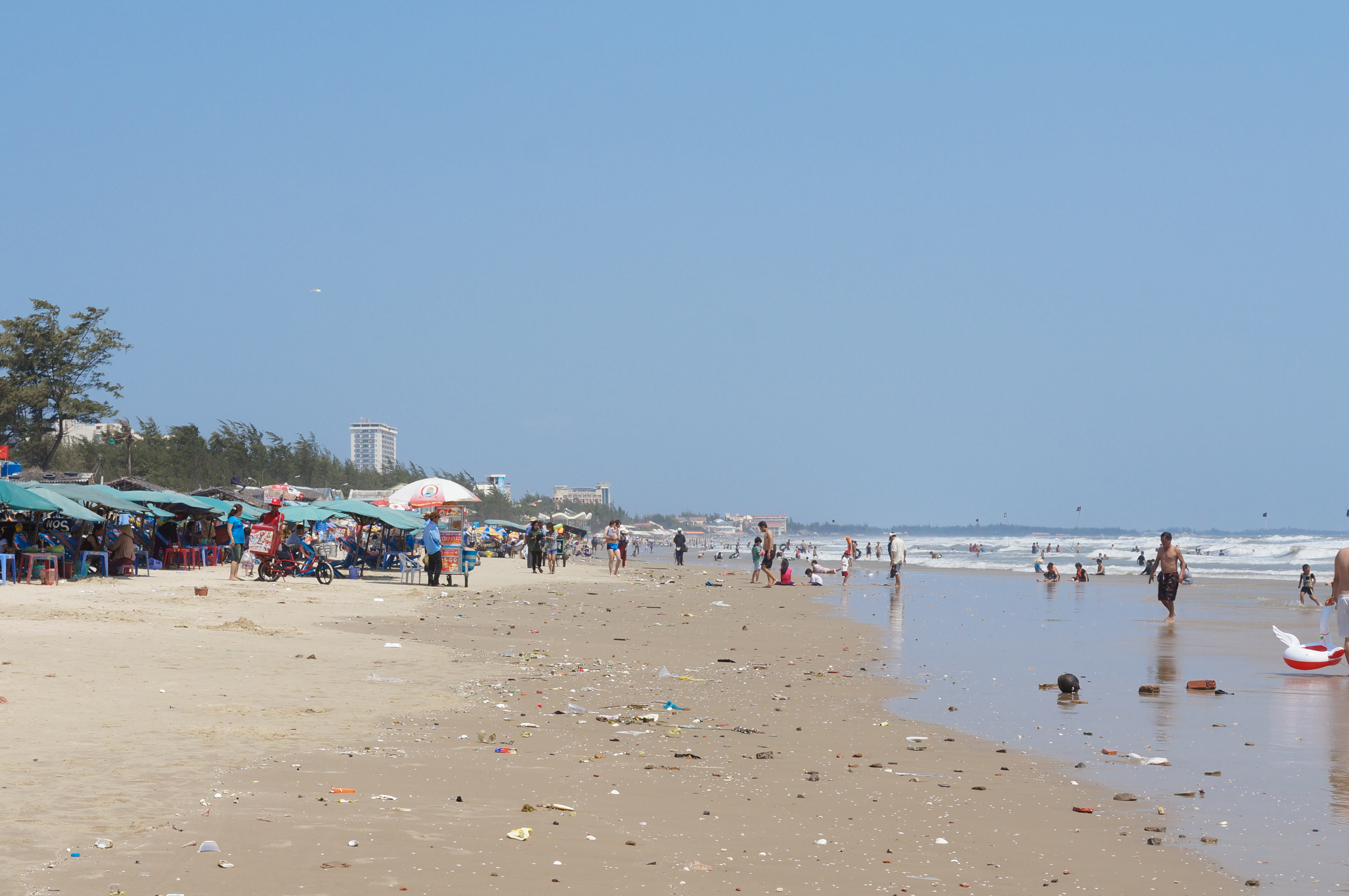
Bãi Sau, Vũng Tàu năm 2014

Bãi Sau, Vũng Tàu năm 2014

Bãi Sau là tên một bãi biển thuộc phường Vũng Tàu, Thành Phố Hồ Chí Minh, Việt Nam (trước kia thuộc thành phố Vũng Tàu,  tỉnh Bà Rịa – Vũng Tàu)
Bãi Sau tọa lạc tại bờ biển phía đông của Vũng Tàu, kéo dài từ chân Núi Nhỏ đầu ngã 3 đường Thùy Vân và Phan Chu Trinh đến khu vực Chí Linh và là bãi tắm chính của Vũng Tàu do Bãi Trước bị ô nhiễm, bờ biển ngắn; Bãi Dâu có địa hình đáy biển lởm chởm đá, sóng không ổn định.
Dọc theo Bãi Sau là con đường du lịch Thùy Vân với nhiều cơ sở dịch vụ du lịch. Bãi Sau có nhiều ưu điểm so với nhiều bãi biển khác ở Việt Nam: quanh năm nhiệt độ ổn định, ít chênh lệch; sóng vừa phải; nước biển trong. Trong tương lai, khi con đường du lịch ven biển từ Vũng Tàu đi Long Hải được hoàn thành, Bãi Sau có chiều dài khoảng 15 km, đi qua khu nghỉ mát Saigon Atlantis có vốn đầu tư 300 triệu USD của nhà đầu tư Hoa Kỳ.
Bãi Sau Vũng Tàu nằm ở địa chỉ cụ thể là đường Thùy Vân, Phường Vũng Tàu, Thành phố Hồ Chí Minh (trước kia là Phường 2, Thành phố Vũng Tàu, Bà Rịa – Vũng Tàu).